# Amorpha californica
Amorpha californica  es un arbusto de la familia de las fabáceas. Es originaria de California, Arizona, y el norte de Baja California,  donde crece en el chaparral de California y en los bosques de robles.

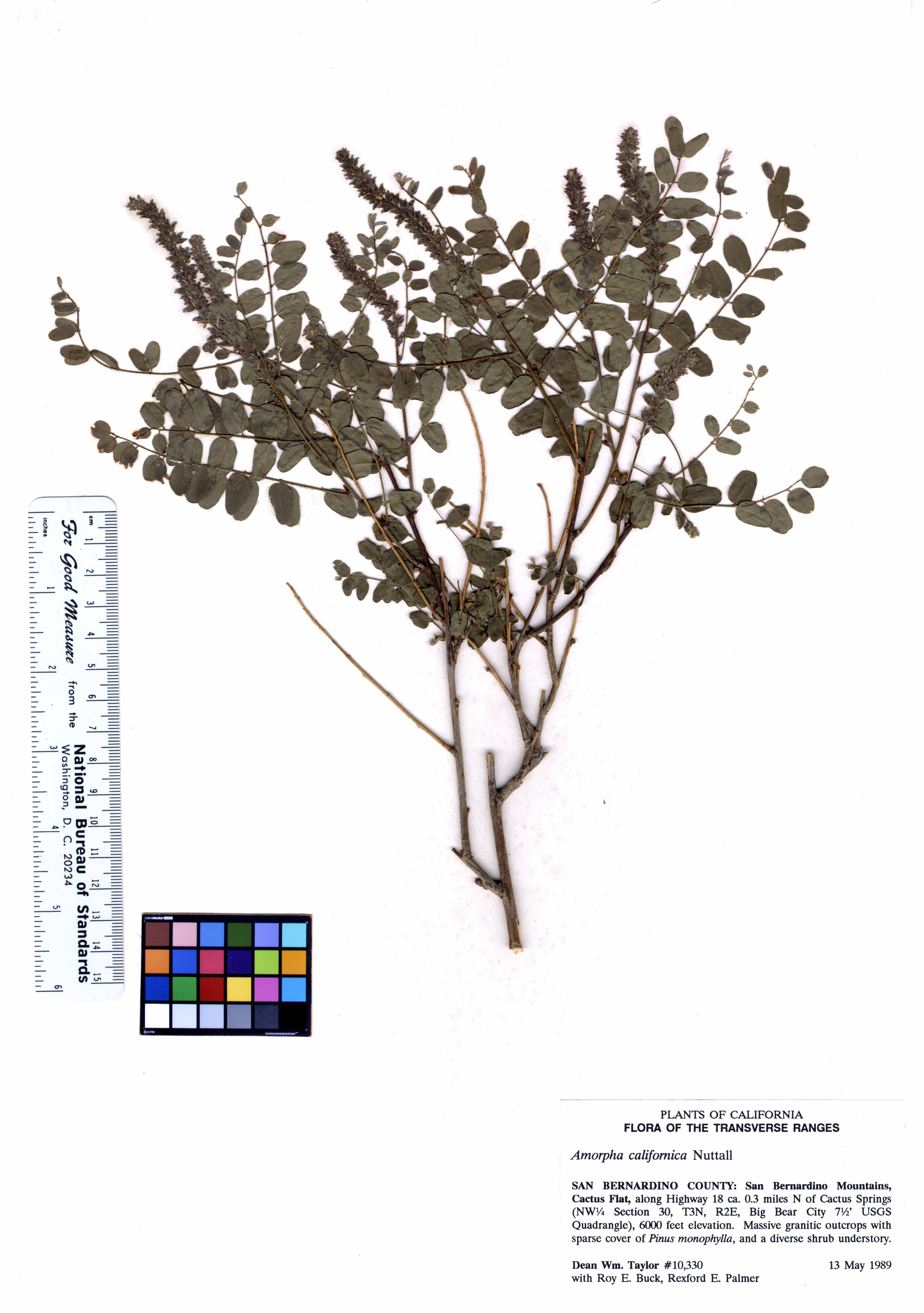
Vista de la planta

## Descripción
Amorpha californica  es un arbusto glandular, con hojas espinosas compuestas de forma ovalada, con foliolos en cada punta con una glándula de resina. Las inflorescencias se presentan en forma de racimos de flores, cada flor con un simple pétalo púrpura y diez estambres sobresalientes. El fruto es una vaina leguminosa que contiene generalmente una sola semilla.

## Ecología
Las larvas de la mariposa endémica de California Zerene eurydice se alimentan de  Amorpha californica.

## Taxonomía
Amorpha californica fue descrita por (A.Gray) Barneby y publicado en A Flora of North America: containing . . . 1(2): 306, en el año 1838.
Etimología
Amorpha: nombre genérico que deriva de la palabra griega: amorphos cuyo significando "deformado", es una alusión al  único pétalo de la flor.
californica: epíteto geográfico que alude a su localización en California.
Sinonimia
- Amorpha californica var. hispidula (Greene) E.J.Palmer
- Amorpha hispidula C.K.Schneid.
- Amorpha hispidula Greene[4]